# Parlement der Beide Siciliën
Het Parlement der Beide Siciliën kende telkens een kortstondig bestaan: van 1820 tot 1821, in 1848, en alsnog een oproep van de laatste koning tot parlementsverkiezingen in 1860. 
Het koninkrijk der Beide Siciliën (1816-1861) kende feitelijk geen parlement, want de staatsvorm was een monarchie met absolute macht. Enkel in periodes van opstand tegen de Kroon bestond er een parlement. Het waren periodes van revolutie, chaos en bloedvergieten. De Heilige Alliantie was opgericht na het Congres van Wenen (1815) in het kader van de Restauratie voor absolute vorsten. De Heilige Alliantie hielp deze vorsten opstanden te onderdrukken, ook de Bourbonvorst van de Beide Siciliën die in problemen kwam.
Het parlement was eenkamerig en samengesteld uit edelen en gegoede burgers. Zij vergaderden in Napels, in het voormalige kloostercomplex Chiostri di Monteoliveto. Ook wordt de naam Parlement van Napels gebruikt, om het onderscheid te maken met een parlement in Sicilië op hetzelfde moment.

## Kortstondig bestaan

### 1820 – 1821

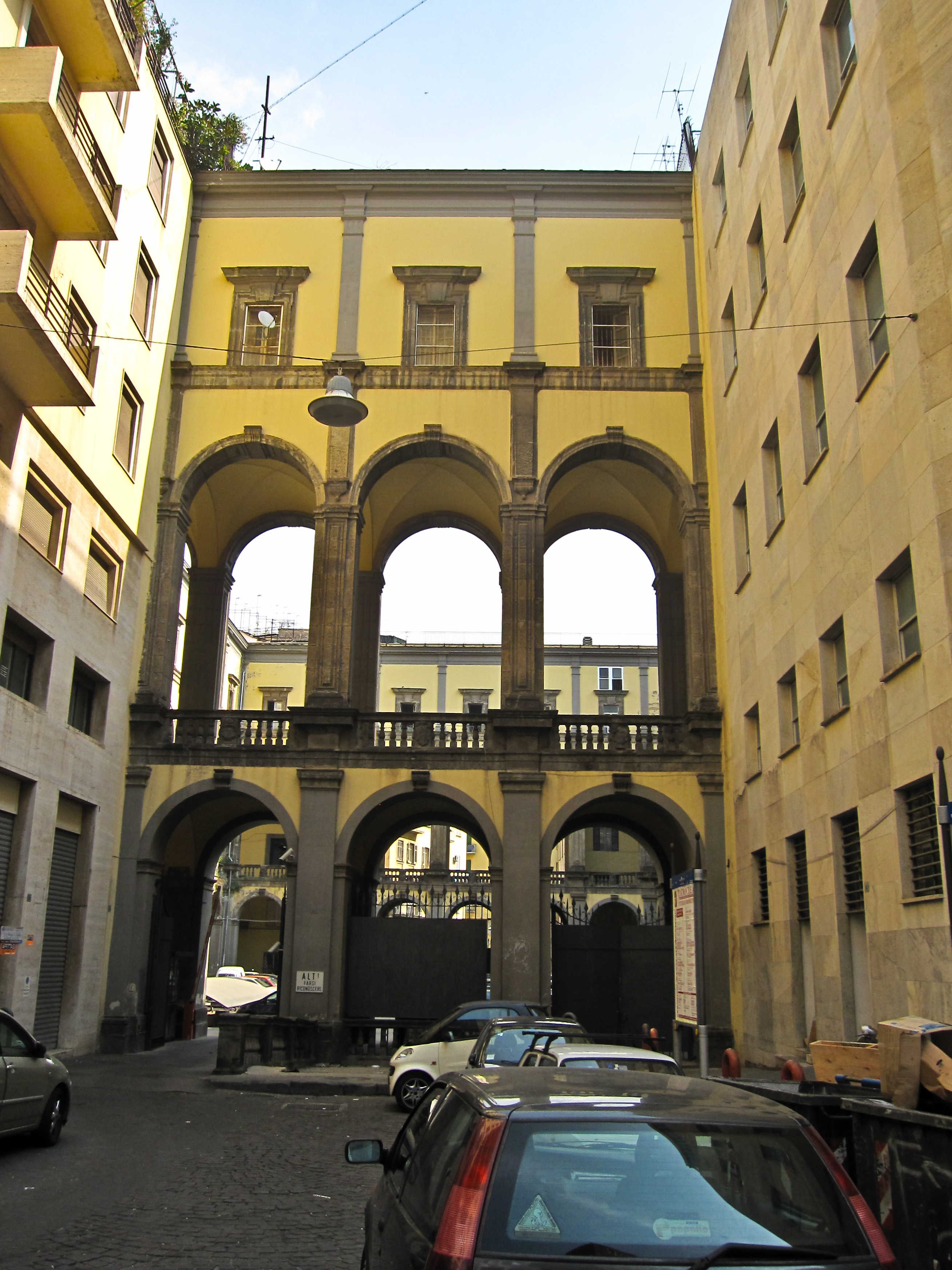
Het parlement van Napels vergaderde in een voormalig kloostercomplex

In 1820 brak een opstand uit tegen koning Ferdinand I uit in Palermo, Sicilië. De Carbonari grepen overal naar de macht, ook in de hoofdstad Napels. Zij hadden zich goed georganiseerd sinds 1816. Ferdinand I riep een parlement samen met het oog op de afkondiging van een grondwet. Het parlement in Napels vertegenwoordigde enkel de gewesten van het voormalige koninkrijk Napels; in Palermo kwam een Siciliaans parlement samen, in het voormalige koninkrijk Sicilië. Pogingen van de opstandelingenleider en generaal Florestane Pepe om beide parlementen samen te smelten, mislukten. In 1821 trok Ferdinand I aan het hoofd van Oostenrijkse troepen in Napels en zij verstikten de opstand. De parlementairen werden naar huis gestuurd, de grondwet opgeschort en opstandelingen werden achter de tralies opgesloten. 

### 1848
Het jaar 1848 was een revolutiejaar niet alleen in Napels doch ook in andere Europese hoofdsteden. Onder druk van de revolutionairen in Napels liet Ferdinand II in januari 1848 parlementsverkiezingen toe. Hij stelde een grondwet in en in april 1848 kwam het parlement voor de eerste maal samen. In Sicilië werden aparte verkiezingen gehouden. Voorzitter van het parlement van Napels was graaf Domenico Capitelli, een advocaat. De relatie met de koning was uiterst gespannen. De koning ontbond het parlement en er kwamen nieuwe verkiezingen in juni 1848. Na opeenvolgende golven van repressie hield het parlement op te bestaan. Het politieke oproer verdween in 1849.

### 1860
In 1860 rukten de Roodhemden van Garibaldi op vanuit Sicilië naar Napels. Het was onderdeel van de eenmaking van Italië. In juli 1860 kondigde koning Frans II parlementsverkiezingen aan voor september 1860. Zover kwam het niet want de veldtocht van Garibaldi had succes. Frans II vluchtte uit Napels en deed nog een poging de verkiezingen te vervroegen. Doch deze boodschap kwam te laat. Op 7 september 1860 triomfeerden Garibaldi en zijn medestanders in Napels. Van een parlement in Napels kwam niets meer in huis.

## Illustraties revoluties

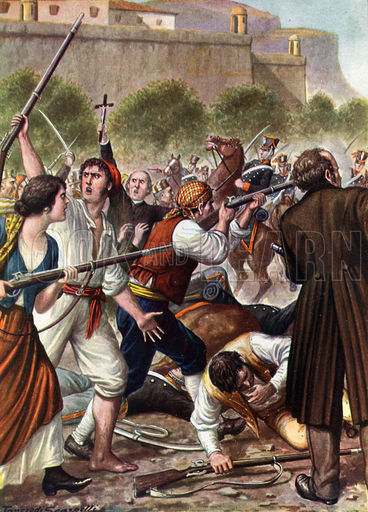
1820
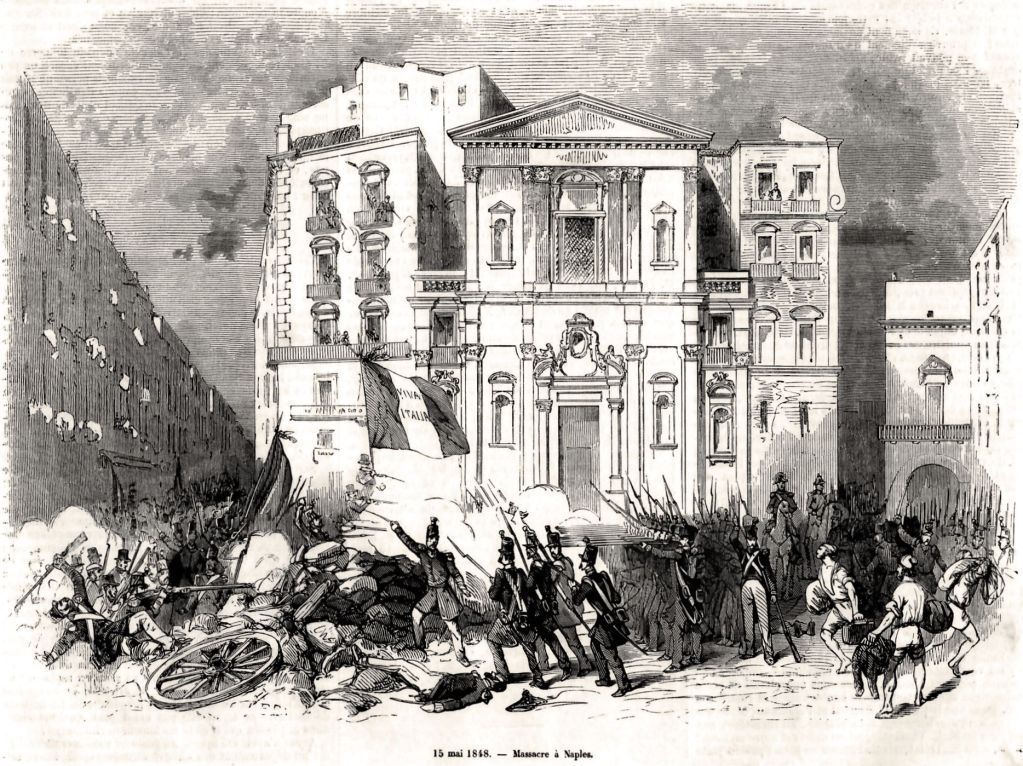
1848